# 존 래키
존 데런 래키(John Derran Lackey, 1978년 10월 23일 ~ )는 미국의 야구 선수로, 메이저 리그에 소속되어 있던 전직 투수이다. 로스앤젤레스 에인절스 오브 애너하임(애너하임 에인절스), 보스턴 레드삭스, 세인트루이스 카디널스, 시카고 컵스에서 활약했으며 2002년, 2013년, 2016년에 월드 시리즈 우승을 경험했다.